# Jüdische Gemeinde Puderbach
Die jüdische Gemeinde in Puderbach im Landkreis Neuwied (Rheinland-Pfalz) war eine jüdische Gemeinde, deren Wurzeln bereits im Mittelalter liegen. Die jüdische Gemeinde erlosch 1938/40 im Zuge der Deportation deutscher Juden in der Zeit des Nationalsozialismus.

## Geschichte
Die Entstehung der jüdischen Gemeinde Puderbach, die erst ab 1911 selbständig war und zuvor zur Jüdischen Gemeinde Dierdorf gehörte, geht in die Zeit des 18. Jahrhunderts zurück: 1767 gab es drei jüdische Familien am Ort. Auch in umliegenden Orten werden seit der zweiten Hälfte des 18. Jahrhunderts jüdische Bewohner genannt. 1767 lebten in Urbach die beiden Juden Jacob und Michele mit ihren Familien. In Niederhofen wohnte ein Jude David und in Raubach lebte seit 1786 Mausche Lazarus mit Familie. Im Jahr 1817 gab es in Puderbach bereits 22 jüdische Einwohner (von insgesamt 272), 1843 71 und um 1890 20. 1813 bildete sich eine Synagogengemeinde in Urbach, zu der auch Raubach und Daufenbach gehörten. Zu dieser Gemeinde gehörten 1852 fünf jüdische Familien mit zusammen 39 Personen. Zur jüdischen Gemeinde Puderbach gehörten damals auch die in Niederwambach, Rodenbach, Oberdreis und Lautzert lebenden 14 Familien mit insgesamt 78 Personen.

## Synagoge
Die jüdische Gemeinde hatte zunächst eine Betstube, die in dem noch erhaltenen Gebäude Steimeler Straße 12 eingerichtet war. 1908 beantragte die jüdische Gemeinde, eine Synagoge bauen und eine selbständige jüdische Gemeinde gründen zu dürfen. Die Behörden lehnten zunächst den Antrag ab, da ihnen die Gemeinde hierfür finanziell zu schwach erschien. Dennoch gab die Gemeinde mit ihren Anträgen nicht nach und hatte schließlich Erfolg. Sie konnte schließlich am 4. und 5. August 1911 ihre neue Synagoge feierlich einweihen. Diese wurde durch den Bauunternehmer Johann-Philipp Spies aus Puderbach erstellt. Sie stand auf einer Grundfläche von 9 × 7 m. Seitlich hatte sie hohe Rundbogenfenster. An der Westfassade hatte sie einen Portalvorbau mit einem Treppenaufgang. Über dem Portalvorbau befand sich ein Rundfenster zur Beleuchtung der Frauenempore. Außerdem gab es eine Religionsschule, ein rituelles Bad und einen jüdischen Friedhof. Zur Besorgung religiöser Aufgaben der Gemeinde war wahrscheinlich eine Zeitlang ein jüdischer Lehrer angestellt, der zugleich als Vorbeter und Schochet fungierte. Ansonsten kamen Lehrer benachbarter Gemeinden zum Unterricht der Kinder nach Puderbach, so Mitte des 19. Jahrhunderts der Lehrer aus Dierdorf. Um 1924 zählte die Kultusgemeinde Puderbach 45 Personen, was 4,5 % von insgesamt etwa 1.000 Einwohnern entsprach. Zur jüdischen Gemeinde gehörten insgesamt 20 jüdische Bürger in Steimel, Daufenbach und Rodenbach. 1932 war Gemeindevorsteher Tobias Tobias; Schriftführer und Schatzmeister war Hermann Wolff, der Inhaber einer Lebensmittelhandlung war. Damals lebten 16 jüdische Personen in Steimel, 26 in Urbach.

## Nationalsozialistische Verfolgung
1933 lebten in Puderbach 39 Personen jüdischen Glaubens von insgesamt 680 Einwohnern. Nach 1933 ist ein Teil der jüdischen Gemeindeglieder auf Grund der zunehmenden Entrechtung und der Repressalien weggezogen beziehungsweise ausgewandert. Beim Novemberpogrom 1938 wurde die Synagoge durch ein Kommando unter Leitung eines SS-Führers niedergebrannt. Nur eine Torarolle konnte gerettet werden. Die Brandruine wurde in der Folgewoche abgebrochen, das Grundstück verkauft. Anfang 1941 wurden noch 13 jüdische Einwohner gezählt. Die letzten acht wurden im Laufe des Jahres 1942 von Puderbach aus in Vernichtungslager deportiert. Von den in Puderbach geborenen oder längere Zeit am Ort wohnhaften jüdischen Personen sind in der NS-Zeit 13 umgekommen, hinzu kamen vier in Steimel geborene oder längere Zeit am Ort wohnhafte jüdischen Personen.
Am 10. November 1979 wurde zur Erinnerung an die jüdischen Einwohner eine Gedenktafel an der Friedhofskapelle angebracht. Auch eine Freundschaftsgedenktafel – gestiftet von einem ehemals in Puderbach lebenden jüdischen Ehepaar – wurde in der evangelischen Kirche angebracht.
Der Standort der ehemaligen Betstube befindet sich in der Steimeler Straße 14 (ehem. Nr. 12); der der Synagoge in der Barentoner Straße, unmittelbar an der Eisenbahnlinie. 1932 war dies das Haus Nr. 59a.